# Liste des évêques et archevêques d'Otrante

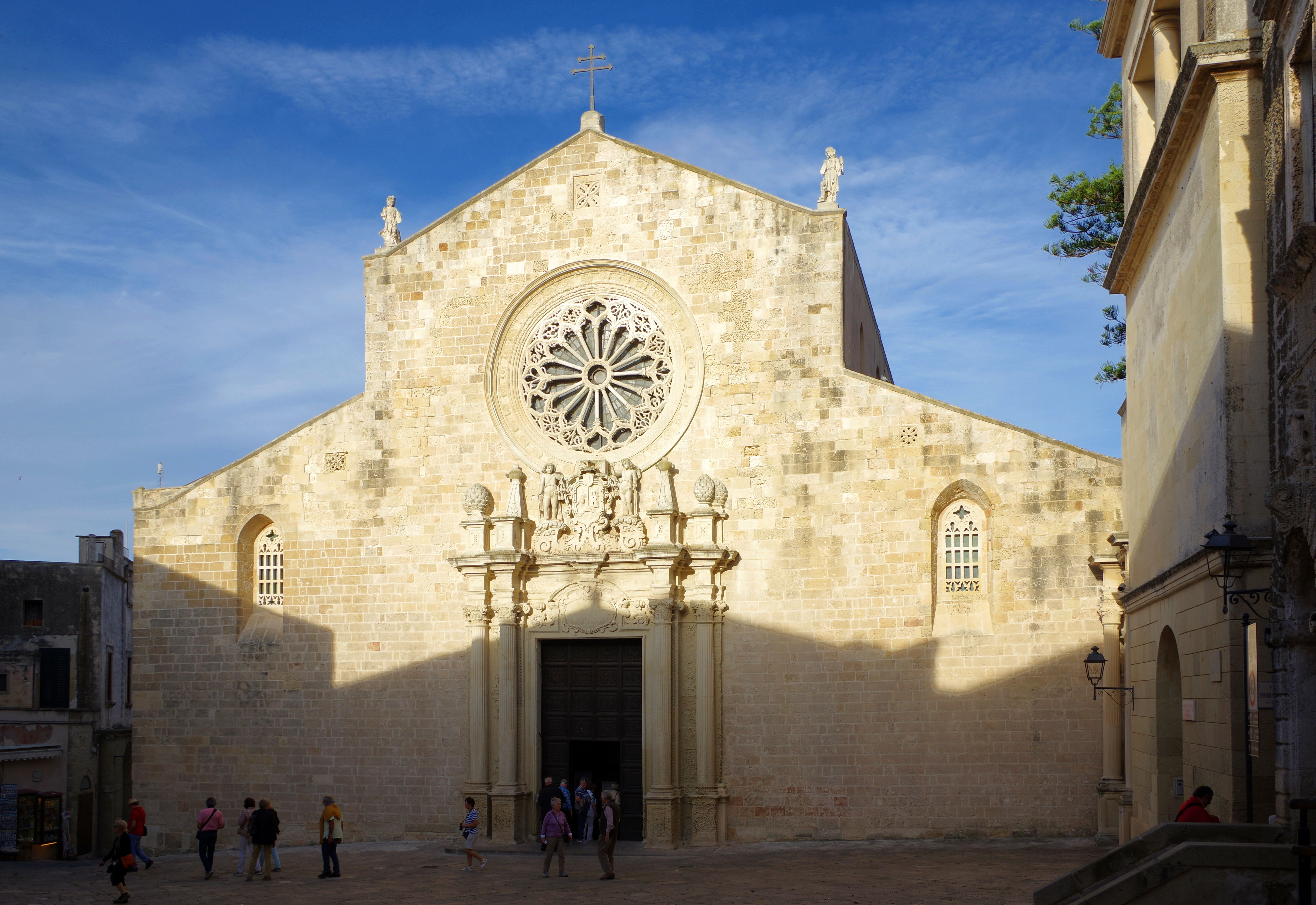
Cathédrale d'Otrante

La liste des évêques et archevêques d'Otrante recense les noms des évêques qui se sont succédé sur le siège de l'archidiocèse d'Otrante, dans les Pouilles en Italie, suffragant  de l'archidiocèse de Lecce. Le diocèse d'Otrante est fondé au VIIe siècle et promu archevêché au XIe siècle.

## Évêques et archevêques
- Benedetto † (ver 43)
- Niceta † (454 - 467)
- Pietro † (? - 596)
- Sabino † (599)
- Pietro II † (601)
- Andrea † (643 - 655)
- Giovanni † (671 - 688)
- Marco	Melodo  † (878)
- Pietro III † (956 - 968)
- Ippazio † (1054 - 1066)
- Ugo † (1068 - 1071)
- Guglielmo † (1080 - 1089)
- Bernardo † (1092)* ...
- Pietro IV † (1126 - 1143)
- Girolamo † (1154)
- Gionata † (1163 - 1179)
- Lucio	† (1182 - 1185)
- Guglielmo † (1189 - 1195)
- Tancredi degli Annibali † (1219 - 1223)
- Bernardo † (1223 - 1240)
- Giocondo Paladini † (1240 - 1253)
- Matteo de Palma † (1253 - 1282)
- Tancredo di Montefusco † (1282 - 1283)
- Giacomo † (1283 - 1309)
- Tommaso † (1310 - 1320)
- Luca, O.P.  † (30 janvier 1321 - 1329)
- Orso Minutolo † (1329 - 27 juin 1330 )
- Giovanni † (27 juin 1330 - 1345 )
- Rinaldo (ou Reginaldo) † (12 décembre 1345 - 4 janvier 1351)
- Filippo di Lanzano † (20 mai 1351 - 1363 )
- Giacomo d'Itro † (20 décembre 1363 - 6 novembre 1378)
- Guglielmo † (1379 - 1393)
- Filippo † (1395 - 1417)
- Aragonio Malaspina † (1418 - 1424)
- Nicolò Pagani	† (1424 - 1451)
- Stefano Argercolo De Pendinellis † (1451 - août 1480)
- Serafino da Squillace † (1482 - 1514 )
- Giovanni Giacomo Dino, O.F.M. † (1514 - 1514)
- Fabrizio Di Capua † (1514 - 1526)
- Alessandro Cesarini † (9 avril 1526 - 1536)
- Pietro Antonio Di Capua † (1536 - 1579 )
- Pedro Corderos † (21 octobre 1579 - 1585)
- Marcello Acquaviva † (1586 - 1606 dimesso)
- Lucio (de) Morra † (20 novembre 1606 - 1623)
- Diego Lopez de Andrada, O.E.S.A. † (20 novembre 1623 - 1628)
- Fabrizio degli Antinori † (1630 - 1630)
- Gaetano Cossa, C.R. † (7 mai 1635 - 1655 )
- Gabriel Adarzo de Santander, O. de M. † (24 septembre 1657 - 1674 )
- Ambrogio Maria Piccolomini, O.S.B.Oliv. † (27 mai 1675 - 1681)
- Ferdinando de Aguinar y Saavedra † (1684 - 1689)
- Francesco Maria de Aste † (1690 - 1719 )
- Michele Orsi † (2 mars 1722 - 1752)
- Marcello Papiniano-Cusani † (1753 - 11 février 1754 )
- Nicolò Caracciolo, C.R. † (1er avril 1754 - 22 septembre 1766 )
- Giulio Pignatelli, O.S.B. † (16 avril 1767 - 25 juin 1784)
  - Sede vacante (1784-1792)
- Vincenzo Maria Morelli † (22 février 1792 - 22 août 1822)
- Andrea Mansi, O.F.M. † (6 avril 1818 - 1er mars 1832 )
- Vincenzo Andrea Grande † (20 janvier 1834 - 13 février 1871)
- Giuseppe Caiazzo † (23 décembre 1872 - 27 juillet 1883 )
- Rocco Cocchia (it) O.F.M.Cap † (9 août 1883 - 23 mai 1887 )
  - Domenico Cocchia, O.F.M.Cap. † (8 août 1884 - 23 mai 1887) (administrateur apostolique)
- Salvatore Maria Bressi, O.F.M.Cap. † (1887 - 1890 )
- Gaetano Caporali, C.Pp.S. † (23 juin 1890 - 23 novembre 1911)
- Giuseppe Ridolfi † (10 août 1912 - 12 août 1915 )
- Carmelo Patané † (11 janvier 1918 - 7 juillet 1930 )
- Cornelio Sebastiano Cuccarollo, O.F.M.Cap. † (24 octobre 1930 - 10 juillet 1952 )
- Raffaele Calabria † (10 juillet 1952  - 12 juillet 1960)
- Gaetano Pollio, P.I.M.E. † (8 septembre 1960 - 5 février 1969)
- Nicola Riezzo † (28 avril 1969 - 27 janvier 1981 )
- Vincenzo Franco (27 janvier 1981 - 8 avril 1993
- Francesco Cacucci (it) (8 avril 1993 - 3 juillet 1999])
- Donato Negro (29 avril 2000 - 19 avril 2023)
- Francesco Neri (depuis le 19 avril 2023)